# Planorbis atticus
Planorbis atticus is een slakkensoort uit de familie van de Planorbidae. De wetenschappelijke naam van de soort is voor het eerst geldig gepubliceerd in 1852 door Jules René Bourguignat.